# Victorí Agustí
Victorí Agustí Aimamí (Reus, 18 de febrer de 1808 - ibídem, 4 d'octubre de 1884) va ser un músic i compositor català.

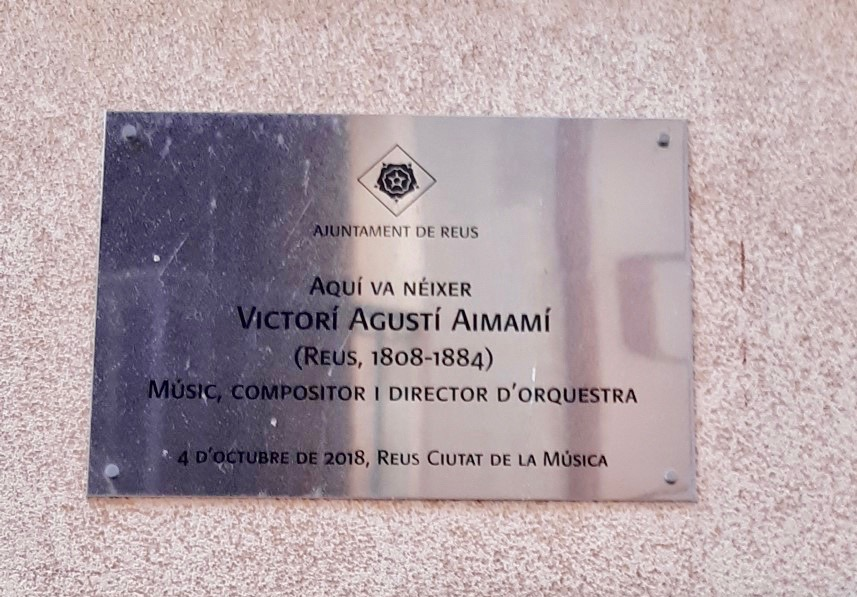
Placa a la casa natal de Victorí Agustí

## Biografia
Va ser durant molts anys mestre de capella de la Prioral de sant Pere de Reus. Les seves composicions musicals són gairebé totes de temàtica religiosa: misses solemnes, salves, cançons nadalenques, etc. Va fundar diverses societats corals i instrumentals i donava concerts periòdicament a les entitats culturals reusenques, com ara La Filarmónica, El Olimpo, La Artesana i el Centre de Lectura. Per a aquesta última societat va compondre el 1863 una missa a veus, perquè pogués ser cantada per la coral de l'entitat. El 1852 va ser un dels socis fundadors d'El Círcol. Va col·laborar i va disputar-se càrrecs en el camp musical amb el músic vilanoví, establert a Reus, Oliver Oliva. Va ser músic major del "Primer Regimiento Ligero de Nacionales", establert als quarters de Reus. Els seus deixebles més coneguts van ser l'organista i compositor Josep Maria Benaiges, Emili Bruget, Esteve Bonet, Jaume Cort, el compositor Joan M. Joval i Joan Kaisser, entre d'altres.
És conegut també per haver musicat el "Vexilla Regis", himne compost al segle vi pel poeta Venanci Fortunat, per encàrrec de santa Radegunda, reina dels francs. Aquest himne –única composició musical que s'interpreta durant totes les processons locals de Divendres Sant en l'acompanyament del Sant Crist, al migdia i al vespre– és cantat pels nens i nenes de l'Escolania de l'església de la Puríssima Sang, a dues veus, acompanyats per dues veus d'home i els músics de la Capella de Cantors, que toquen dues flautes, dues trompetes i un fagot. Andreu de Bofarull diu que va arreglar les músiques de les danses del seguici festiu de Reus, que des de l'edat mitjana ballaven els gremis per la festa major.
L'any 2018, l'Ajuntament de Reus, amb motiu de les activitats a l'entorn de "Reus ciutat de la Música", va col·locar una placa al carrer de l'Abadia número 3, a la casa on va néixer Victorí Agustí.